# Altpreußisches Infanterieregiment No. 26 (1806)
Infanterieregiment No. 26 war ein altpreußisches Regiment zu Fuß, das 1714 aus unterschiedlichen Kontingenten gebildet wurden. Es hatte seinen Standort in Berlin. Seine Tradition wird auf das Jahr 1678 zurückgeführt.

## Garnison, Ersatz und soziale Verhältnisse
Das Regiment lag in Berlin in den Stadtteilen Cölln und rund um den Spittelmarkt. Den Ersatz des Regimentes lieferten die südöstlichen märkischen Kreise Lebus, Cottbus und Beskow. Die Soldaten lagen, wie im 18. Jahrhundert üblich, nicht in Kasernen, sondern in Privatquartieren, wo sie auf Grund des geringen Solds auch Nebentätigkeiten nachgehen mussten. Nach Abriss der Festungsanlagen wurde für das Regiment eine Kaserne in der Neuen Friedrichstraße (ab 1801 Nr. 5–8) errichtet.

## Historisches
Das Regiment gehörte im Siebenjährigen Krieg zu den überdurchschnittlich guten Regimentern. In Folge der hohen Verluste musste das Regiment mehrfach neu aufgebaut werden: über 464 Angehörige des etwa 1000 Mann umfassenden Regiments starben vor Leuthen, 360 bei Hochkirch, 655 bei Mollwitz. Feldmarschall Prinz Moritz von Anhalt-Dessau wird der Ausspruch gegenüber König Friedrich dem Großen zugeschrieben: „Ihre Majestät können dem Regiment Ihre Krone und Zepter anvertrauen wenn die vor dem Feld laufen so mag ich dorten auch nicht bleiben.“
In der Schlacht von Leuthen 1757 war es der Fahnenträger des zur Avantgarde zählenden damaligen Regiments Meyerinck, der Freikorporal Ernst Friedrich Rudolf von Barsewisch, an den Friedrich der Große vor dem Vormarsch die Worte richtete:

„Junker von der Leib Compagnie, siehet Er wohl; auf den Verhack soll Er zu marschieren. Er muß aber nicht zu stark avanciren, damit die Armee folgen kann.“

## Persönlichkeiten
- Friedrich Sebastian Wunibald Truchsess zu Waldburg (späterer Regimentschef No. 13)
- Friedrich Erdmann von Anhalt-Köthen-Pleß (Chef einer Kompanie bis 1755; späterer Inhaber des französischen Regiments Anhalt)

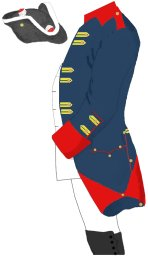
Uniform 1756, nach Kronoskaf

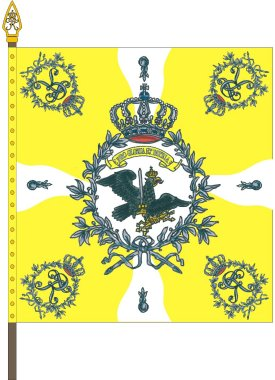
Regimentsfahne

## Verbleib und Nachfolge
Das Regiment stand 1806 beim Corps Blücher und ging mit diesem unter. Ein weiterer Teil kapitulierte bei Erfurt.

## Uniform, Ausrüstung
Das Regiment trug Mitte des 18. Jahrhunderts eine blaue Uniform mit roten Aufschlägen und gelben Knöpfen. Auf der Brust und den runden Ärmelaufschlägen befanden sich 6 paarweise zugespitzte gelbe Bandlitzen. Die Mütze der Grenadiere war weiß mit einem weiß-roten Püschel. Der Beschlag war gelb. Die Regimentsfahne war gelb mit weißem Flammenkreuz.
Nach dem letzten Inhaber des Regiments leitet sich die Bezeichnung Larisch-Stickerei für den Bestandteil der Uniform ab, der später auch außerhalb des Regiments übernommen wurde.